# 大野町民体育館
大野町民体育館（おおのちょうみんたいいくかん）は、岐阜県揖斐郡大野町にある体育館である。

## 概要
- 大野町体育施設の一つである[2]。1974年（昭和49年）3月開館[1][3]。
- 老朽化のため、大規模修繕、建て替えの検討が進められている[3]。

## 施設概要
1階
- 体育場

2階
- サーキットトレーニング室
- 講義室

## 利用案内
- 所在地：岐阜県揖斐郡大野町大字黒野2278番地1
- 利用時間：8:30 - 22:00[4][5]
- 休館日：月曜日、年末年始（12月28日～1月4日）[4][5]

## 交通アクセス

### 公共交通機関
- 「大野バスセンター」バス停より徒歩約7分。
  - 岐阜バス
    - JR東海東海道本線・高山本線岐阜駅（JR岐阜駅バスターミナル）・名鉄名古屋本線・各務原線名鉄岐阜駅（名鉄岐阜のりば）より真正大縄場線【O85】「大野バスセンター」、大野忠節線【C39】「大野バスセンター」行き
    - JR東海東海道本線穂積駅より大野穂積線「大野バスセンター」行き

  - 名阪近鉄バス
    - JR東海東海道本線・樽見鉄道・養老鉄道大垣駅（大垣駅前バスのりば）より大垣大野線「大野バスセンター」行き

  - 揖斐川町ふれあいバス
    - 養老鉄道揖斐駅より揖斐大野線「大野バスセンター」行き
- 大野デマンドタクシー「町民体育館」停留所下車、徒歩すぐ。

## 周辺施設
- 大野町役場
- 大野町保健センター
- 大野町総合町民センター
- 大野町立図書館
- 大野町民俗資料館
- 大野町立大野中学校
- 大野町中央公民館
- 大野町民武道館